# Зилим (ландшафтный природный парк)
Ландшафтный природный парк «Зилим» — природоохранная территория местного значения. Был основан в 2005 году с целью сохранения рекреационных ресурсов, развития туризма и охраны существующих биологических видов. Парк относится к особо охраняемым природным территориям Республики Башкортостан.

## Описание
На территории парка расположены уникальные природные комплексы, распространены редкие виды растений и животных. Парк располагается на территории Гафурийского района Республики Башкортостан в бассейне реки Зилим. Площадь ландшафтного природного парка — 38,1 тыс. га. Низкогорный рельеф территории парка включает 68 пещер, среди которых Октябрьская и Киндерлинская. На его территории находятся скалы Мембет и Кузгенак.

## Флора
Больше 90 % территории парка покрыто лесами. Основную часть составляют смешанные и широколиственные леса. Присутствуют участки с теневыносливыми хвойными деревьями, реликтовыми ельниками, остепененными сосняками. На территории парка, которая находится в долине реки Зилима, распространена прибрежно-водная, галечниковая растительность, вязово-черемуховые и ольхово-черемуховые леса.
Представлено около 500 видов высших сосудистых растений. Среди них — 13 эндемиков и 20 реликтов. Эндемики представлены пижмой уральской, солнцецветом башкирским, аконитом дубравным, реликты — можжевельником казацким, овсяницей высокой, колокольчиком крапиволистным.

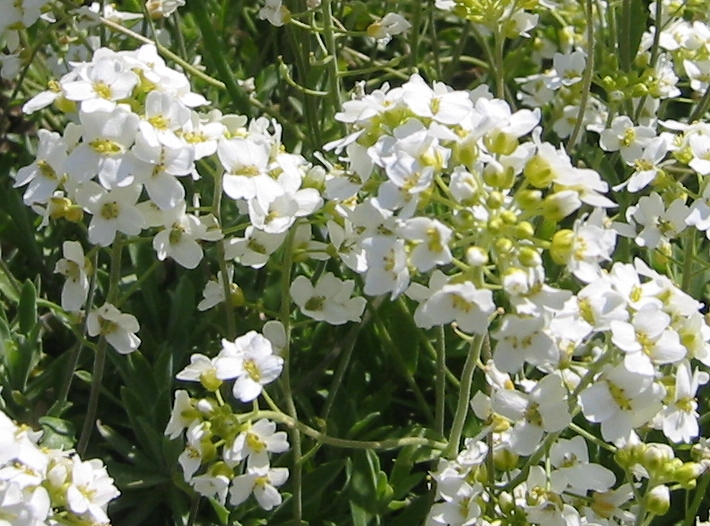
Растение шиверекия северная распространено на территории парка

Лук косой, гвоздика иглолистная, астрагал Клера, костенец зеленый и 18 других видов растений занесены в Красную Книгу Республики Башкортостан. Распространены следующие виды растений, занесенные в Красную Книгу РСФСР: чина Литвинова, венерин башмачок настоящий, ковыль перистый, тонконог жестколистый, венерин башмачок крупноцветный, шиверекия северная.

## Фауна
15 видов редких животных, распространенных на территории парка «Зилим», занесены в Красную Книгу РФ. Представлен 81 вид птиц, в том числе и редкие виды: кулик-сорока, сапсан, беркут, аист черный, подорлик большой, кроншнеп большой, скопа, большой змееяд. Водятся разные виды рыб, в том числе хариус европейский, быстрянка русская, подкаменщик обыкновенный, таймень.